# Katja Brügger
Katja Brügger (* 30. September 1959 in Hameln; auch Katja Welbat oder Katja Brügger-Welbat) ist eine deutsche Schauspielerin sowie Hörbuch-Hörspiel- und Synchronsprecherin.

## Leben und Karriere
Nach ihrer Ausbildung zur Schauspielerin an der Hochschule für Musik und darstellende Kunst in Hamburg spielte Katja Brügger an verschiedenen Theatern in Hamburg, Recklinghausen, Hildesheim, Bremen und Köln. Auch im Fernsehen war sie in mehreren Fernsehspielen präsent.
Sie ist verheiratet mit dem Schauspieler Douglas Welbat, das Paar hat einen gemeinsamen Sohn namens Daniel Welbat. Zusammen mit ihrem Mann und Bertram von Boxberg war sie für die Hörspielumsetzung der Romanserien Larry Brent und Macabros mitverantwortlich.
Als Synchron- und Hörspielsprecherin lieh sie unter anderem Edie Falco (Die Sopranos), Kim Delaney (NYPD Blue), Evil-Lyn in der Hörspielreihe Masters of the Universe, Ally Walker (Profiler), Kirstie Alley (Fat Actress), Sonia Todd (McLeods Töchter) und Shale (Dragon Age: Origins) ihre Stimme.

## Filmografie (Auswahl)
- 1994: Faust
- 1995: Glück auf Kredit
- 1995: Schlag weiter, kleines Kinderherz
- 2004: Tramper

## Synchronrollen (Auswahl)
Ally Walker
- 1997–2000: als Sam in Profiler
- 1998: als Dr. Samantha Waters in Pretender
- 2010: als Rita Nettles in CSI: Vegas

Melanie Chartoff
- 1998: als Didi Pickles in Rugrats – Der Film
- 2000: als Didi Pickles in Rugrats in Paris – Der Film
- 2004: als Didi Pickles in Die Rugrats auf Achse

### Filme
- 2007: Anémone als Carlotta Luciani in The Cop, the Criminal and the Clown
- 2014: Jenifer Lewis als Catherine in Liebe im Gepäck
- 2016: Kathy Burke als Magda in Absolutely Fabulous: Der Film

### Serien
- 2001–2009: Sonia Todd als Margaret "Meg" Fountain-Dodge in McLeods Töchter
- 2006: Kirstie Alley als Kirstie Alley in Fat Actress
- 2007: Yvette Nicole Brown als Ellen Stambler in Dr. House
- 2010–2013: Benedikte Hansen als Hanne Holm in Borgen – Gefährliche Seilschaften
- 2014: Alyson Leigh Rosenfeld als Baba Carra in Super 4
- 2015: Hilde Van Mieghem als Madame Pernel in The Team
- 2019: Cecilia Roth als Blanca in The Pier

### Computerspiele
- 1997: Crystal Steele in Blade Runner
- 2016: Shana in Silence
- 2018: Bea Thuse in Leisure Suit Larry: Wet Dreams Don’t Dry
- 2020: Rosalie in Leisure Suit Larry: Wet Dreams Dry Twice
- 2022: Renata Glasc in League of Legends
- 2022: Mutti in Mario + Rabbids Sparks of Hope[1]
- 2023: Roshan in Assassin’s Creed Mirage

## Hörspiele und Hörbücher (Auswahl)
- 2006: Agatha Christie: Fata Morgana (Hörbuch, Miss Marple), ISBN 978-3-89940-788-4
- 2007: Henning Mankell: Eiskalt wie der Tod – Hörspielbearbeitung und Regie: Sven Stricker (Hörspiel – Der Hörverlag), als Lisa
- 2008: James Graham Ballard: Karneval der Alligatoren – Bearbeitung/Regie: Oliver Sturm (Hörspiel – NDR)
- 2011: Matthias Wittekindt: Totalverlust. Regie: Sven Stricker. (Radio-Tatort – NDR)
- 2013: Die drei ??? Im Schatten des Giganten (Folge 165) als Jeanne, Regie:	Heikedine Körting
- 2015: Ivar Leon Menger – Monster 1983 – als Wahrsagerin, Thriller-Hörspielreihe in drei Staffeln bei Lübbe Audio ISBN 978-3-7857-5761-1[2]
- 2019: Dominique Manotti Roter Glamour  – Regie: Beatrix Ackers, Kriminalhörspiel in zwei Teilen mit Barbara Nüsse, NDR/SWR[3]
- seit 2021: Mord ist ihr Leben (als Carmen Portland)